# Pahavalla
Pahavalla (Duits: Pahawald) is een plaats in de Estlandse gemeente Saaremaa, provincie Saaremaa. De plaats heeft de status van dorp (Estisch: küla) en telt 20 inwoners (2021).
Tot in oktober 2017 lag Pahavalla in de gemeente Laimjala. In die maand werd Laimjala bij de fusiegemeente Saaremaa gevoegd.
Pahavalla werd voor het eerst genoemd in 1645 onder de Duitse naam Pahawald als dorp op het landgoed van Kingli.

## Geboren in Pahavalla
- Arnold Rüütel (1928-2024), president van Estland (2001-2006)